# گیبرالتار (واشینگتن)
گیبرالتار (به انگلیسی: Gibraltar) یک منطقهٔ مسکونی در ایالات متحده آمریکا است که در شهرستان اسکاگیت، واشینگتن واقع شده‌است. گیبرالتار ۴۵٫۱۱ متر بالاتر از سطح دریا واقع شده‌است.